# Eleição municipal de Porto Alegre em 2020
A eleição municipal da cidade de Porto Alegre em 2020 ocorreu nos dias 15 de novembro (primeiro turno) e 29 de novembro (segundo turno) e elegeu um prefeito, um vice-prefeito e 36 vereadores da Câmara Municipal para a administração da cidade. Os mandatos dos candidatos eleitos são para o período entre 1 de janeiro de 2021 e 31 de dezembro de 2024.
Originalmente, as eleições ocorreriam em 4 de outubro (primeiro turno) e 25 de outubro (segundo turno), porém, com o agravamento da pandemia de COVID-19 no Brasil, as datas foram modificadas.
O segundo turno foi disputado entre Sebastião Melo (MDB) e Manuela D'Ávila (PCdoB). Manuela recebeu apoios das candidatas Fernanda Melchionna (PSOL), Juliana Brizola (PDT) e Montserrat Martins (PV), além da Rede Sustentabilidade. Melo contou com os apoios dos candidatos João Derly (Republicanos), Valter Nagelstein (PSD) e Gustavo Paim (PP). O PSDB, do candidato derrotado à reeleição, Nelson Marchezan Júnior, que foi o terceiro mais votado no primeiro turno, optou pela neutralidade.
Em 29 de novembro de 2020, Sebastião Melo foi eleito prefeito de Porto Alegre com 54,58% dos votos válidos e 97,79% de urnas apuradas.

## Contexto político e pandemia
As eleições municipais de 2020 foram marcadas, antes mesmo de iniciada a campanha oficial, pela pandemia de COVID-19 no Brasil, o que levou os partidos a remodelarem suas estratégias de pré-campanha. O Tribunal Superior Eleitoral (TSE) autorizou os partidos a realizarem as convenções para escolha de candidatos aos escrutínios por meio de plataformas digitais de transmissão, para evitar aglomerações que possam proliferar o coronavírus. Alguns partidos recorreram a mídias digitais para lançar suas pré-candidaturas. Além disso, a partir deste pleito, foi colocada em prática a Emenda Constitucional 97/2017, que proibiu a celebração de coligações partidárias para as eleições legislativas.

## Contexto político local
A eleição de 2020 apresenta o maior número de candidaturas da história, 13, superando o recorde anterior, do pleito de 1996, quando houve 12 candidatos.

### Relação com o governo Marchezan Júnior
Dos 13 candidatos, apenas cinco não têm em suas coligações partidos que integraram ou apoiaram o governo de Nelson Marchezan Júnior, ou o apoiaram no segundo turno das eleições de 2016: Fernanda Melchionna (da coligação PSOL, PCB e UP), Júlio Flores (PSTU), Luiz Delvair (PCO), Manuela D'Ávila (da coligação PCdoB e PT), e Valter Nagelstein (PSD). Entre os partidos que apoiaram a campanha ou o governo de Marchezan Júnior e depois lançaram pré-candidato, estão o Republicanos, de João Derly, o Progressistas e o Avante, da coligação de Gustavo Paim, o PSB e a Rede, da coligação de Juliana Brizola, o PTB, de José Fortunati, o MDB e o Solidariedade, da coligação de Sebastião Melo, o PV, de Montserrat Martins, e o PROS, de Rodrigo Maroni.
Entre os candidatos, cinco já ocuparam cargos no Executivo municipal. Fortunati já foi vice-prefeito pelo PT, de 1997 a 2000, na gestão Raul Pont, do mesmo partido, e de 2009 a 2010, pelo PDT, na gestão José Fogaça, do PMDB, e prefeito de 2013 a 2016, também pelos trabalhistas. Melo foi vice-prefeito durante a gestão Fortunati, pelo mesmo período do titular. Marchezan Júnior e Paim são os atuais prefeito e vice-prefeito, respectivamente. Valter Nagelstein, então no PMDB, foi secretário municipal entre 2015 e 2016, durante a gestão Fortunati.
Dos 13 candidatos, cinco já concorreram ao cargo de prefeito: Fortunati (2012), Júlio Flores (2000 e 2016), Manuela (2008 e 2012), Marchezan Júnior (2008 e 2016), Melo (2016) e Nagelstein (2000).

### Trocas de legenda
José Fortunati, Rodrigo Maroni e Valter Nagelstein aproveitaram a janela partidária para trocar de legenda e lançar suas pré-candidaturas. O primeiro ingressou no PTB em março de 2020, depois de um período sem partido, após se desfiliar do PSB. No mesmo mês, Maroni migrou do Podemos para o PROS. Ainda em março, Nagelstein deixou o MDB, partido no qual militava desde 2003, para se filiar ao PSD.

### Configuração ideológica
Cogitou-se a formação de uma frente ampla de esquerda, que há 16 anos sem vencer eleições na cidade e há 12 sem chegar ao segundo turno, reunindo PCdoB, PDT, PSOL, PSB e PT em 2019; porém, as conversas não foram adiante. A deputada federal Fernanda Melchionna, depois escolhida como candidata do PSOL, propôs a realização de prévias entre o seu partido, o PCdoB e o PT para a escolha de candidata à prefeitura, mas as duas últimas legendas rechaçaram a proposta. Em março de 2020, uma frente ampla desses partidos estava praticamente descartada, com o desenho de três chapas distintas, mas com a possibilidade de uma adesão num possível segundo turno.
Em relação à política nacional, há cinco candidatos de partidos que fazem oposição ao governo federal: Fernanda Melchionna (PSOL, PCB e UP), Manuela D'Ávila (PCdoB, e PT), Juliana Brizola (PDT, PSB e Rede), Júlio Flores (PSTU) e Luiz Delvair (PCO). Por outro lado, Gustavo Paim e Valter Nagelstein apoiam pautas de conservadorismo moral, liberalismo econômico e armamentismo, vinculando-se à extrema-direita de Jair Bolsonaro. O PSL, ex-partido do presidente que ainda reúne alguns de seus apoiadores, anunciou apoio oficial ao pré-candidato Marchezan Júnior, porém alguns deputados do partido apoiam Sebastião Melo. José Fortunati, ainda que integre o PTB, um dos partidos que convidou o presidente para se filiar e que vê a aproximação de seu presidente, Roberto Jefferson, com Bolsonaro, já afirmou em vídeo que não é nem "esquerdista", nem "direitista". João Derly integra o Republicanos, partido que apoia o governo federal.

### Processo deimpeachmente CPI da gestão Marchezan Júnior
Duas situações geraram impacto no processo eleitoral em Porto Alegre. Em primeiro lugar, o desfecho de uma Comissão Parlamentar de Inquérito (CPI) que investigou irregularidades em sua gestão. Marchezan Júnior também foi alvo de investigação de uma CPI instalada na Câmara Municipal em 3 de outubro de 2019. Em agosto de 2020, o relatório elaborado pela relatoria da comissão recomendou o indiciamento do prefeito pelos crimes de advocacia administrativa, tráfico de influência, improbidade administrativa, dispensa de licitação, corrupção passiva e tráfico de interesses. Por fim, a CPI concluiu os trabalhos recomendando o indiciamento de Marchezan Júnior, do ex-secretário de Relações Institucionais da prefeitura, Christian Lemos, por falso testemunho, e do empresário e ex-diretor da Procempa Michel Costa, por tráfico de influência. O relatório foi encaminhado ao Ministério Público e ao Tribunal de Contas do Estado.
Em segundo lugar, em agosto do ano seguinte, foi aberto um processo de impeachment contra o prefeito, a partir de um pedido protocolado, entre outras pessoas, por uma pré-candidata a vereadora pelo PRTB. A Câmara Municipal o aceitou o pedido e deu início ao processo, ao contrário dos cinco pedidos de impedimento anteriores, com votos de 31 dos 36 vereadores, sob justificativa de uso indevido de R$ 3,1 milhões destinados ao investimento em saúde em ações de publicidade. O relatório elaborado por comissão processante concluiu, em 28 de agosto, pelo prosseguimento da investigação da denúncia de impedimento apresentada. Em caso de impeachment, o prefeito inelegível fica por oito anos. Porém, uma alteração no Código Eleitoral realizada em 2019 prevê que a inelegibilidade ocorreria em impedimentos ocorridos até a data limite de registro das candidaturas; no caso de 2020, até 26 de setembro. Contudo, a constitucionalidade dessa alteração é disputada por juristas.

## Candidaturas à prefeitura
Nota: a tabela a seguir está organizada por ordem alfabética de candidatos.
| Prefeito(a)             | Prefeito(a) | Prefeito(a)  | Vice-prefeito(a)      | Vice-prefeito(a) | Vice-prefeito(a) | Coligação                                                                     | Número eleitoral | Cargo político anterior                                   | Tempo de horário eleitoral |
| Candidato(a)            | Partido     | Partido      | Candidato(a)          | Partido          | Partido          | Coligação                                                                     | Número eleitoral | Cargo político anterior                                   | Tempo de horário eleitoral |
| ----------------------- | ----------- | ------------ | --------------------- | ---------------- | ---------------- | ----------------------------------------------------------------------------- | ---------------- | --------------------------------------------------------- | -------------------------- |
| Fernanda Melchionna     |             | PSOL         | Márcio Chagas         |                  | PSOL             | "Porto Alegre pede coragem" (PSOL, PCB e UP)                                  | 50               | Deputada federal pelo Rio Grande do Sul (2019–atualmente) | 16 segundos                |
| Gustavo Paim            |             | PP           | Carmen Santos         |                  | Avante           | "Porto Alegre pra ti" (PP e Avante)                                           | 11               | Vice-prefeito de Porto Alegre (2017–atualmente)           | 54 segundos                |
| José Fortunati          |             | PTB          | Dr. André             |                  | Patriota         | "Porto Alegre somos todos nós" (PTB, Patriota, PSC e PODE)                    | 14               | Prefeito de Porto Alegre (2010–2016)                      | 53 segundos                |
| João Derly              |             | Republicanos | Delegado Fernando     |                  | Republicanos     | Sem coligação                                                                 | 10               | Deputado federal pelo Rio Grande do Sul (2015–2019)       | 37 segundos                |
| Juliana Brizola         |             | PDT          | Professora Malu       |                  | PSB              | "Porto, Alegre de novo" (PDT, PSB e REDE)                                     | 12               | Deputada estadual do Rio Grande do Sul (2011–atualmente)  | 1 minuto e 10 segundos     |
| Julio Flores            |             | PSTU         | Vera Rosane           |                  | PSTU             | Sem coligação                                                                 | 16               | Sem cargo político anterior                               | Sem tempo                  |
| Luiz Delvair            |             | PCO          | Delaine Kalikosky     |                  | PCO              | Sem coligação                                                                 | 29               | Sem partido político anterior                             | Sem tempo                  |
| Manuela                 |             | PCdoB        | Rossetto              |                  | PT               | "Movimento Muda Porto Alegre" (PCdoB e PT)                                    | 65               | Deputada estadual do Rio Grande do Sul (2015–2019)        | 1 minuto e 14 segundos     |
| Montserrat Martins      |             | PV           | Alda Miller           |                  | PV               | Sem coligação                                                                 | 43               | Sem cargo político anterior                               | Sem tempo                  |
| Nelson Marchezan Júnior |             | PSDB         | Gustavo Tânger Jardim |                  | PSDB             | "Mais Porto Alegre" (PSDB, PSL e PL)                                          | 45               | Prefeito de Porto Alegre (2017–2021)                      | 2 minutos e 9 segundos     |
| Rodrigo Maroni          |             | PROS         | Mendonça              |                  | PROS             | Sem coligação                                                                 | 90               | Deputado estadual do Rio Grande do Sul (2019–atualmente)  | 14 segundos                |
| Sebastião Melo          |             | MDB          | Ricardo Gomes         |                  | DEM              | "Estamos juntos Porto Alegre" (MDB, DEM, Cidadania, Solidariedade, DC e PRTB) | 15               | Deputado estadual do Rio Grande do Sul (2019–atualmente)  | 1 minuto e 36 segundos     |
| Valter Nagelstein       |             | PSD          | Delegado Diogo        |                  | PSD              | Sem coligação                                                                 | 55               | Vereador de Porto Alegre (2009–2021)                      | 43 segundos                |

### Linha do tempo
- A deputada federal Fernanda Melchionna foi confirmada pré-candidata pelo PSOL em novembro de 2019 em reunião ampliada da executiva municipal.[70]
- No mesmo mês, o PP lançou o vice-prefeito Gustavo Paim, rompido com o prefeito Nelson Marchezan Júnior, como pré-candidato.[71]
- Em fevereiro de 2020, o PCdoB anunciou a ex-deputada federal e candidata a vice-presidente da República em 2018 Manuela D'Ávila como pré-candidata a prefeita.[72]
- O Partido Novo anunciou em fevereiro de 2020 que não lançaria candidato para a disputa.[73]
- O PSL oficializou apoio à reeleição do atual prefeito Nelson Marchezan Júnior também em fevereiro, com acordo para indicar o vice da chapa;[74]
- Em março, o PDT anunciou a pré-candidatura da deputada estadual Juliana Brizola ao Paço Municipal.[75]
- Carmen Flores, empresária e candidata ao Senado em 2018 pelo PSL, foi lançada como pré-candidata à prefeitura pelo PSC, em abril. O ex-futebolista e ex-vereador Mazarópi é o vice na chapa.[76]
- O PT anunciou apoio à candidatura de Manuela D'Ávila (PCdoB) em maio, indicando o ex-vice-governador e candidato a governador em 2018 Miguel Rossetto para vice na chapa;[77]
- Em 1 de junho, o PSOL anunciou o ex-árbitro de futebol Márcio Chagas da Silva como vice da candidata Fernanda Melchionna.[78]
- O diretório municipal do MDB aprovou, em 3 de junho, a pré-candidatura do deputado estadual e candidato a prefeito em 2016 Sebastião Melo.[79]
- Em julho, o PSB anunciou apoio à candidatura de Juliana Brizola (PDT), com acordo para indicar o vice da chapa.[80]
- O DEM, que apresentara como pré-candidata a vereadora Comandante Nádia, desistiu de lançar candidatura própria em agosto, preferindo apoiar Sebastião Melo (MDB).[81]
- Em 13 de agosto, a UP retirou a pré-candidatura de Priscila Voigt para apoiar Fernanda Melchionna (PSOL).[82]
- O Avante anunciou que apoiaria a pré-candidatura de Gustavo Paim (PP) em 20 de agosto.[83]
- O PSTU anunciou, em 24 de agosto, Júlio Flores e Vera Rosane como pré-candidatos à prefeitura. Chapa é a mesma que concorreu em 2016.[84]
- No dia 27 do mesmo mês, o Republicanos (antigo PRB) anunciou a pré-candidatura de João Derly, com Fernando Soares, do mesmo partido, como vice.[85]
- O PROS, em convenção, oficializou a sua chapa com o deputado estadual Rodrigo Maroni como pré-candidato a prefeito e o ex-diretor-geral do Tribunal de Contas do Estado Edelberto Mendonça como vice, em 31 de agosto.[86]
- No mesmo dia, o PV confirmou em convenção Montserrat Martins como pré-candidato a prefeito, sem escolher vice por ora.[86]
- Também em 31 de agosto, o pré-candidato Sebastião Melo (MDB) anunciou pela rede social Twitter que o vereador Ricardo Gomes (DEM) seria pré-candidato a vice-prefeito na sua chapa.[87]
- No dia 5 de setembro, o PSB confirma o apoio a Juliana Brizola (PDT), indicando a professora Maria Luiza Loose como candidata a vice.[88]
- Podemos e Patriota anunciaram apoio à candidatura de José Fortunati (PTB) em 8 de setembro. Com isso, o segundo partido desistiu da pré-candidatura de André Cecchini.[89][90]
- Em 11 de setembro, o vice-prefeito e pré-candidato Gustavo Paim (PP) anunciou a sua retirada do pleito, argumento que a presença de muitos candidatos de direita poderia favorecer um segundo turno entre Marchezan Júnior e Manuela D'Ávila.[91][92] No entanto, apenas um dia depois, ele anunciou a retomada da pré-candidatura.[93]
- Em 12 de setembro, o PSD anunciou o delegado João Carlos da Luz Diogo como vice de Valter Nagelstein, em chapa pura.[94]
- No mesmo dia, o PRTB anunciou que não apoiaria mais Gustavo Paim, como previamente definido, para apoiar Sebastião Melo.[95]
- Em 14 de setembro, o PSC decidiu retirar a pré-candidatura de Carmen Flores e não apoiar candidato a prefeito.[96] Apenas três dias depois, o partido anunciou que apoiaria a candidatura de José Fortunati.[97]
- No dia seguinte, Gustavo Jardim, do PSL, foi confirmado como vice na chapa de Nelson Marchezan Júnior.[98]
- Também em 15 de setembro, o PCO anunciou a candidatura de Luiz Delvair Martins Barros, com Delaine Kalikosky de Oliveira como vice.[99]
- No dia 16 de setembro, o PP definiu Carmen Santos, do Avante, como vice de Gustavo Paim. O PV também definiu Alda Miler como vice de Montserrat Martins, em chapa pura. Por fim, André Cecchini, ex-pré-candidato pelo Patriota, foi anunciado como vice de José Fortunati.[100]

### Incidentes
Em 21 de agosto de 2020, a reunião de apresentação do programa da pré-candidatura de Fernanda Melchionna e Márcio Chagas (PSOL) foi interrompida por um ataque de hackers. Eles enviaram mensagens de cunho LGBTfóbico, machista e racista para o chat da atividade, assim como fotos do presidente Jair Bolsonaro portando armas, além ameaçarem praticar atentado contra os candidatos. A chapa registrou ocorrência na Polícia Civil e protocolou um ofício no Tribunal Regional Eleitoral (TRE). O procurador regional eleitoral Fábio Venzon classificou o ataque como grave, alertando que, caso os envolvidos estejam ligados às eleições, podem perder o direito a concorrer.

### Alianças no segundo turno
Todas as candidatas mulheres anunciaram apoio à candidatura de Manuela D'Ávila no segundo turno. Tanto Fernanda Melchionna quanto Juliana Brizola, e seus respectivos partidos, PSOL e PDT, apoiaram a candidata no segundo turno. Além desses dois partidos, a Rede Sustentabilidade, que compunha a chapa de Juliana, e o PV do candidato Montserrat Martins também apoiaram Manuela.
Sebastião Melo, por sua vez, recebeu apoios de três candidatos: João Derly e de seu partido, o Republicanos, de Valter Nagelstein e do PSD, e de Gustavo Paim e do PP.
O prefeito e candidato Nelson Marchezan Júnior, assim como o seu partido, o PSDB, optaram pela neutralidade no segundo turno.

## Vereança

### Eleitos
A vereadora Karen Santos, do PSOL, foi a mais votada da cidade, com 15.702 votos. Os partidos com mais candidatos eleitos foram PSDB, PSOL e PT, com 4 cada.
Foram eleitas 11 mulheres e 25 homens. Em 2016, somente quatro mulheres haviam sido eleitas em Porto Alegre. Além disso, cinco candidatos autodeclarados negros se elegeram, contra apenas um negro em 2016.
| Candidato(a)                 | Partido       | Votos  |
| ---------------------------- | ------------- | ------ |
| Karen Santos                 | PSOL          | 15.702 |
| Pedro Ruas                   | PSOL          | 14.478 |
| Felipe Camozzato             | NOVO          | 14.279 |
| Comandante Nádia             | DEM           | 11.172 |
| Matheus Gomes                | PSOL          | 9.869  |
| José Freitas                 | Republicanos  | 5.929  |
| Alvoni Medina                | Republicanos  | 5.720  |
| Leonel Radde                 | PT            | 5.611  |
| Mauro Zacher                 | PDT           | 5.520  |
| Laura Sito                   | PT            | 5.390  |
| Bruna Rodrigues              | PCdoB         | 5.366  |
| Psicóloga Tanise Sabino      | PTB           | 5.205  |
| Jonas Reis                   | PT            | 5.133  |
| Roberto Robaina              | PSOL          | 5.105  |
| Kaka D'avila                 | PSDB          | 5.101  |
| Mauro Pinheiro               | PL            | 4.947  |
| Fernanda Barth               | PRTB          | 4.909  |
| Alexandre Bobadra            | PSL           | 4.703  |
| Moisés Barboza Maluco do Bem | PSDB          | 4.703  |
| Aldacir Oliboni              | PT            | 4.612  |
| Ramiro Rosário               | PSDB          | 4.471  |
| Mônica Leal                  | PP            | 4.140  |
| Cláudia Araújo               | PSD           | 4.071  |
| Marcio Bins Ely              | PDT           | 4.002  |
| Jessé Sangalli               | Cidadania     | 3.814  |
| Daiana Santos                | PCdoB         | 3.715  |
| Airto Ferronato              | PSB           | 3.684  |
| Mariana Pimentel             | NOVO          | 3.637  |
| Cassiá Carpes                | PP            | 3.492  |
| Cezar Schirmer               | MDB           | 3.484  |
| Giovane Byl                  | PTB           | 3.440  |
| Gilson Padeiro               | PSDB          | 3.404  |
| Hamilton Sossmeier           | PTB           | 3.299  |
| Idenir Cecchim               | MDB           | 3.110  |
| Lourdes Sprenger             | MDB           | 2.522  |
| Claudio Janta                | Solidariedade | 2.394  |

### Candidaturas
Oitocentos e cinquenta candidaturas à vereança foram registradas no TSE. O número é o maior da história e supera as seiscentas candidaturas registradas em 2012 e 2016. Do total, 67,18% dos candidatos declararam ser do gênero masculino, contra 32,82% do gênero feminino. A diferença mantém quase estabilidade com a última eleição, na qual 67,5% dos candidatos eram do gêneros masculino e 32,5%, do feminino. Os partidos com nominatas mais masculinas são, pela ordem: PSDB, PSD, PSL, Solidariedade e PTB. Por outro lado, os partidos com maior percentual de candidatas são Podemos, PSTU, PSOL, PCB, PROS e UP.
Sobre a cor e raça, 73,65% dos candidatos se declararam brancos, enquanto que, em 2016, 79,83% dos candidatos declararam ser brancos. Pardos e pretos somam 25,64%, número que excede os autodeclarados em 2016, quando totalizaram 19,83%. O aumento das candidaturas de pessoas negras acompanha uma tendência nacional. Em 2020, os partidos com nominatas mais brancas são Podemos, PSTU, DEM, NOVO e PL, enquanto os menos brancos são PV, Avante, PDT, UP e PCB.
A tabela abaixo apresenta dados informados pelos candidatos ao TSE.
| Partido       | Número de candidaturas | Cor/raça | Cor/raça | Cor/raça | Cor/raça | Cor/raça | Cor/raça | Cor/raça | Cor/raça | Cor/raça | Cor/raça | Cor/raça | Cor/raça | Gênero    | Gênero    | Gênero   | Gênero   |
| Partido       | Número de candidaturas | Branca   | Branca   | Indígena | Indígena | Parda    | Parda    | Preta    | Preta    | Amarela  | Amarela  | N.I.     | N.I.     | Masculino | Masculino | Feminino | Feminino |
| Partido       | Número de candidaturas | n        | %        | n        | %        | n        | %        | n        | %        | n        | %        | n        | %        | n         | %         | n        | %        |
| ------------- | ---------------------- | -------- | -------- | -------- | -------- | -------- | -------- | -------- | -------- | -------- | -------- | -------- | -------- | --------- | --------- | -------- | -------- |
| Avante        | 16                     | 6        | 37,5     | 0        | 0        | 1        | 6,25     | 9        | 56,25    | 0        | 0        | 0        | 0        | 11        | 68,75     | 5        | 31,25    |
| Cidadania     | 41                     | 32       | 78,05    | 0        | 0        | 3        | 7,32     | 6        | 14,63    | 0        | 0        | 0        | 0        | 28        | 68,29     | 13       | 31,71    |
| DEM           | 22                     | 19       | 86,36    | 0        | 0        | 1        | 4,55     | 2        | 9,09     | 0        | 0        | 0        | 0        | 15        | 68,18     | 7        | 31,82    |
| MDB           | 54                     | 38       | 70,37    | 0        | 0        | 3        | 5,56     | 13       | 24       | 0        | 0        | 0        | 0        | 37        | 68,52     | 17       | 31,48    |
| NOVO          | 14                     | 12       | 85,71    | 0        | 0        | 1        | 7,14     | 1        | 7,14     | 0        | 0        | 0        | 0        | 9         | 64,29     | 5        | 35,71    |
| Patriota      | 26                     | 19       | 73,08    | 0        | 0        | 4        | 15,38    | 3        | 11,54    | 0        | 0        | 0        | 0        | 17        | 65,38     | 9        | 34,62    |
| PCB           | 5                      | 3        | 60       | 0        | 0        | 1        | 20       | 1        | 20       | 0        | 0        | 0        | 0        | 3         | 60        | 2        | 40       |
| PCdoB         | 37                     | 29       | 78,38    | 0        | 0        | 1        | 2,7      | 7        | 18,92    | 0        | 0        | 0        | 0        | 24        | 64,86     | 13       | 35,14    |
| PDT           | 54                     | 32       | 59,26    | 1        | 1,85     | 5        | 9,26     | 15       | 27,78    | 1        | 1,85     | 0        | 0        | 37        | 68,52     | 17       | 31,48    |
| PL            | 24                     | 22       | 91,67    | 0        | 0        | 1        | 4,17     | 1        | 4,17     | 0        | 0        | 0        | 0        | 16        | 66,67     | 8        | 33,33    |
| PODE          | 4                      | 4        | 100      | 0        | 0        | 0        | 0        | 0        | 0        | 0        | 0        | 0        | 0        | 1         | 25        | 3        | 75       |
| PP            | 54                     | 42       | 77,78    | 0        | 0        | 2        | 3,7      | 10       | 18,52    | 0        | 0        | 0        | 0        | 37        | 68,52     | 17       | 31,48    |
| PROS          | 10                     | 8        | 80       | 0        | 0        | 2        | 20       | 0        | 0        | 0        | 0        | 0        | 0        | 6         | 60        | 4        | 40       |
| PRTB          | 28                     | 26       | 92,86    | 0        | 0        | 0        | 0        | 2        | 7,14     | 0        | 0        | 0        | 0        | 19        | 67,86     | 9        | 32,14    |
| PSB           | 35                     | 27       | 77,14    | 0        | 0        | 0        | 0        | 8        | 22,86    | 0        | 0        | 0        | 0        | 23        | 65,71     | 12       | 34,29    |
| PSC           | 30                     | 23       | 76,67    | 0        | 0        | 5        | 16,67    | 2        | 6,67     | 0        | 0        | 0        | 0        | 19        | 63,33     | 11       | 36,67    |
| PSD           | 37                     | 32       | 86,49    | 0        | 0        | 3        | 8,11     | 2        | 5,41     | 0        | 0        | 0        | 0        | 26        | 70,27     | 11       | 29,73    |
| PSDB          | 52                     | 38       | 73,08    | 0        | 0        | 6        | 11,54    | 7        | 13,46    | 1        | 1,92     | 0        | 0        | 37        | 71,15     | 15       | 28,85    |
| PSL           | 53                     | 34       | 64,15    | 0        | 0        | 3        | 5,66     | 16       | 30,19    | 0        | 0        | 0        | 0        | 37        | 69,81     | 16       | 30,19    |
| PSOL          | 31                     | 20       | 64,52    | 0        | 0        | 2        | 6,45     | 9        | 29,03    | 0        | 0        | 0        | 0        | 18        | 58,06     | 13       | 41,94    |
| PSTU          | 2                      | 2        | 100      | 0        | 0        | 0        | 0        | 0        | 0        | 0        | 0        | 0        | 0        | 1         | 50        | 1        | 50       |
| PT            | 47                     | 31       | 65,96    | 0        | 0        | 5        | 10,64    | 10       | 21,28    | 1        | 2,13     | 0        | 0        | 32        | 68,09     | 15       | 31,91    |
| PTB           | 49                     | 39       | 79,59    | 0        | 0        | 3        | 6,12     | 6        | 12,24    | 0        | 0        | 1        | 2,04     | 34        | 69,39     | 15       | 30,61    |
| PV            | 17                     | 6        | 35,29    | 0        | 0        | 1        | 5,88     | 10       | 58,82    | 0        | 0        | 0        | 0        | 11        | 64,71     | 6        | 35,29    |
| Republicanos  | 50                     | 40       | 80       | 0        | 0        | 5        | 10       | 5        | 10       | 0        | 0        | 0        | 0        | 33        | 66        | 17       | 34       |
| Solidariedade | 53                     | 39       | 73,58    | 0        | 0        | 4        | 7,55     | 10       | 18,87    | 0        | 0        | 0        | 0        | 37        | 69,81     | 16       | 30,19    |
| UP            | 5                      | 3        | 60       | 1        | 20       | 0        | 0        | 1        | 20       | 0        | 0        | 0        | 0        | 3         | 60        | 2        | 40       |
| Total         | 850                    | 626      | 73,65    | 2        | 0,24     | 62       | 7,29     | 156      | 18,35    | 3        | 0,35     | 1        | 0,12     | 571       | 67,18     | 279      | 32,82    |

## Convenções
| Data           | Partido      | Definição da convenção |
| -------------- | ------------ | --- |
| 31 de agosto   | PROS         | Lançar Rodrigo Maroni como candidato à prefeitura.                                                                         |
| 31 de agosto   | PV           | Lançar Montserrat Martins como candidato à prefeitura e 32 pré-candidatos a vereança.                                      |
| 1 de setembro  | NOVO         | Não lançar candidato a prefeito e apresentar quatorze candidatos a vereança.                                               |
| 5 de setembro  | PSB          | Lançar Maria Luiza Loose como candidata a vice-prefeita na chapa de Juliana Brizola e apresentar 39 candidatos a vereança. |
| 10 de setembro | DC           | Apoiar Sebastião Melo. |
| 10 de setembro | PCB          | Apoiar Fernanda Melchionna.                                                                                                |
| 10 de setembro | PSOL         | Confirmar candidatura de Fernanda Melchionna e lançar trinta pré-candidaturas à Câmara Municipal.                          |
| 10 de setembro | UP           | Apoiar Fernanda Melchionna.                                                                                                |
| 12 de setembro | Avante       | |
| 12 de setembro | PCdoB e PT   | Confirmar as candidaturas de Manuela D'Ávila e Miguel Rossetto e lançar 87 candidatos a vereança.                          |
| 12 de setembro | PDT          | Confirmar a candidatura de Juliana Brizola e lançar 54 candidatos a vereança.                                              |
| 12 de setembro | PP           | Retomar a candidatura de Gustavo Paim, largada no dia anterior.                                                            |
| 12 de setembro | PRTB         | Apoiar Sebastião Melo e lançar 21 candidatos a vereança.                                                                   |
| 12 de setembro | PSD          | Confirmar a candidatura de Valter Nagelstein, anunciar João Carlos da Luz Diogo como vice e 39 pré-candidatos a vereança.  |
| 12 de setembro | PTB          | Confirmar a candidatura de José Fortunati e lançar 49 candidatos a vereança.                                               |
| 12 de setembro | Republicanos | Confirmar a candidatura de João Derly à prefeitura e apresentar 54 candidatos a vereança.                                  |
| 14 de setembro | MDB          | Confirmar a candidatura de Sebastião Melo e lançar 54 candidatos a vereança.                                               |
| 14 de setembro | Patriota     | Apoiar a candidatura de José Fortunati e lançar 46 candidatos a vereança.                                                  |
| 14 de setembro | PSTU         | Confirmar a candidatura de Júlio Flores e lançar dois candidatos a vereança.                                               |
| 14 de setembro | PSC          | Lançar 33 candidatos a vereança.                                                                                           |
| 15 de setembro | PSDB         | Confirmar a candidatura de Nelson Marchezan Júnior e lançar 54 candidatos a vereança.                                      |
| 16 de setembro | PL           | |
| 16 de setembro | Podemos      | |
| 16 de setembro | PSL          | |
| Solidariedade  |              | |

## Debates

### Primeiro turno
| Data           | Horário | Organizador  | Mediador(a)            | Fernanda Melchionna PSOL | Gustavo Paim PP | João Derly Republicanos | José Fortunati PTB | Juliana Brizola PDT | Julio Flores PSTU | Luiz Delvair PCO | Manuela D'Ávila PCdoB | Montserrat Martins PV | Nelson Marchezan Júnior PSDB | Rodrigo Maroni PROS | Sebastião Melo MDB | Valter Nagelstein PSD |
| -------------- | ------- | ------------ | ---------------------- | ------------------------ | --------------- | ----------------------- | ------------------ | ------------------- | ----------------- | ---------------- | --------------------- | --------------------- | ---------------------------- | ------------------- | ------------------ | --------------------- |
| 22 de setembro | 19h30   | IMED         | Vilmarise Franceschini | Presente                 | Presente        | Presente                | Presente           | Presente            | Presente          | Presente         | Presente              | Presente              | Presente                     | Presente            | Presente           | Presente              |
| 28 de setembro | 8h10    | Rádio Gaúcha | Daniel Scola           | Presente                 | Presente        | Presente                | Presente           | Presente            | Presente          | Presente         | Presente              | Presente              | Presente                     | Presente            | Presente           | Presente              |
| 1º de outubro  | 22h30   | Band TV      | Oziris Marins          | Presente                 | Presente        | Presente                | Presente           | Presente            | Não Convidado     | Não Convidado    | Presente              | Não Convidado         | Presente                     | Presente            | Presente           | Presente              |

### Segundo turno
| Data           | Horário | Organizador  | Mediador(a)       | Manuela D'Ávila PCdoB | Sebastião Melo MDB |
| -------------- | ------- | ------------ | ----------------- | --------------------- | ------------------ |
| 18 de setembro | 8h10    | Rádio Gaúcha | Daniel Scola      | Presente              | Presente           |
| 19 de novembro | 22h30   | Band TV      | Oziris Marins     | Presente              | Presente           |
| 24 de novembro | 13h10   | Rádio Guaíba |                   | Presente              | Presente           |
| 27 de novembro | 22h30   | RBS TV       | Daniela Ungaretti | Presente              | Presente           |

## Pesquisas

### Segundo turno
| Fonte             | Data(s) conduzidas | Amostragem | Margem de erro | Manuela D'Ávila PCdoB | Sebastião Melo MDB | Brancos e nulos | Não sabem | Vantagem |
| ----------------- | ------------------ | ---------- | -------------- | --------------------- | ------------------ | --------------- | --------- | -------- |
| Fonte             | Data(s) conduzidas | Amostragem | Margem de erro | Votos válidos         |                    | Brancos e nulos | Não sabem | Vantagem |
| Ibope             | 27-28 nov          | 805        | 3 pp           | 51%                   | 49%                |                 |           | 2%       |
| RealTime BigData  | 26-27 nov          | 1050       | 3 pp           | 48%                   | 52%                |                 |           | 4%       |
| Atlas Político    | 20-25 nov          | 750        | 4 pp           | 47,3%                 | 52,7%              |                 |           | 5,4%     |
| RealTime Big Data | 25-26 nov          | 850        | 3 pp           | 47%                   | 53%                |                 |           | 6%       |
| Ibope             | 22-24 nov          | 805        | 3 pp           | 46%                   | 54%                |                 |           | 8%       |
| Paraná Pesquisas  | 17-19 nov          | 800        | 3,5 pp         | 38,2%                 | 61,8%              |                 |           | 23.,6%   |
| Votos totais      |                    |            |                |                       |                    |                 |           |          |
| Ibope             | 27-28 nov          | 805        | 3 pp           | 46%                   | 45%                | 8%              | 4%        | 1%       |
| Atlas Político    | 20-25 nov          | 750        | 4 pp           | 43,1%                 | 48%                | 7,3%            | 1,5%      | 4,9%     |
| RealTime Big Data | 25-26 nov          | 850        | 3 pp           | 42%                   | 48%                | 7%              | 3%        | 6%       |
| Ibope             | 22-24 nov          | 805        | 3 pp           | 42%                   | 49%                | 5%              | 4%        | 7%       |
| Paraná Pesquisas  | 17-19 nov          | 800        | 3,5 pp         | 32,9%                 | 53,1%              | 7,8%            | 6,3%      | 20,2%    |

| Fonte | Data(s) conduzida(s) | Amostragem | José Fortunati PTB | Manuela D'Ávila PCdoB | Nelson Marchezan Júnior PSDB | Sebastião Melo MDB | Brancos e nulos | Não sabem | Vantagem |     |     |   |     |    |    |
| ----- | -------------------- | ---------- | ------------------ | --------------------- | ---------------------------- | ------------------ | --------------- | --------- | -------- | --- | --- | - | --- | -- | -- |
| Fonte | Data(s) conduzida(s) | Amostragem | Ibope              | 27-29 out             | 805 pessoas                  | –                  | Brancos e nulos | Não sabem | Vantagem | 45% | 37% | – | 16% | 3% | 8% |
| –     | 43%                  | –          | Ibope              | 27-29 out             | 805 pessoas                  | 40%                | 14%             | 3%        | 3%       |     |     |   |     |    |    |
| 40%   | 41%                  | –          | –                  | 27-29 out             | 805 pessoas                  | 16%                | 3%              | 1%        |          |     |     |   |     |    |    |
| 46%   | –                    | 30%        | Ibope              | 27-29 out             | 805 pessoas                  | –                  | 20%             | 4%        | 16%      |     |     |   |     |    |    |
| 42%   | –                    | –          | Ibope              | 27-29 out             | 805 pessoas                  | 34%                | 20%             | 5%        | 8%       |     |     |   |     |    |    |
| –     | –                    | 32%        | Ibope              | 27-29 out             | 805 pessoas                  | 45%                | 18%             | 4%        | 13%      |     |     |   |     |    |    |

### Primeiro turno
| Fonte              | Data(s) conduzida(s) | Amostragem    | Manuela D'Ávila PCdoB | Nelson Marchezan Júnior PSDB | Sebastião Melo MDB | José Fortunati PTB | Juliana Brizola PDT | Fernanda Melchionna PSOL | João Derly Republicanos | Gustavo Paim PP | Valter Nagelstein PSD | Julio Flores PSTU | Rodrigo Maroni PROS | Luiz Delvair PCO | Montserrat Martins PV | Brancos e nulos | Não sabem | Vantagem |    |    |    |     |     |     |
| ------------------ | -------------------- | ------------- | --------------------- | ---------------------------- | ------------------ | ------------------ | ------------------- | ------------------------ | ----------------------- | --------------- | --------------------- | ----------------- | ------------------- | ---------------- | --------------------- | --------------- | --------- | -------- | -- | -- | -- | --- | --- | --- |
| Fonte              | Data(s) conduzida(s) | Amostragem    | Real Time BigData     | 29-31 Out                    | 1.050 pessoas      | 27%                | 13%                 | 12%                      | 12%                     | 3%              | 4%                    | 1%                | 3%                  | 3%               | 0%                    | Brancos e nulos | Não sabem | Vantagem | 0% | 1% | 1% | 10% | 10% | 14% |
| Real Time BigData  | 26-28 Out            | 850 pessoas   | 27%                   | 13%                          | 12%                | 10%                | 3%                  | 3%                       | 2%                      | 2%              | 3%                    | 0%                | 0%                  | 0%               | 1%                    | 11%             | 13%       | 14%      |    |    |    |     |     |     |
| Ibope              | 27-29 out            | 805 pessoas   | 27%                   | 14%                          | 14%                | 13%                | 4%                  | 3%                       | 3%                      | 2%              | 2%                    | 1%                | 1%                  | 0%               | 0%                    | 8%              | 8%        | 13%      |    |    |    |     |     |     |
| Paraná Pesquisas   | 19-22 Out            | 760 pessoas   | 22,6%                 | 13,2%                        | 14,5%              | 12,6%              | 4,7%                | 3,3%                     | 1,7%                    | 1,8%            | 3,4%                  | 0,1%              | 0,3%                | 0,1%             | 0,3%                  | 12,6%           | 8,7%      | 8,7%     |    |    |    |     |     |     |
| Instituto Methodus | 15-18 Out            | 800 pessoas   | 24,9%                 | 9,5%                         | 10,5%              | 14,2%              | 4,8%                | 2,1%                     | 1,8%                    | 1,4%            | 1,1%                  | 0,4%              | 0,4%                | 0%               | 0,1%                  | 15,8%           | 13,2%     | 10,7%    |    |    |    |     |     |     |
| RealTime BigData   | 14-17 Out            | 1.050 pessoas | 24%                   | 9%                           | 11%                | 12%                | 3%                  | 3%                       | 2%                      | 3%              | 2%                    | 0%                | 0%                  | 0%               | 2%                    | 10%             | 19%       | 12%      |    |    |    |     |     |     |
| IBOPE              | 03-05 out 2020       | 805 pessoas   | 24%                   | 9%                           | 11%                | 14%                | 5%                  | 3%                       | 4%                      | 1%              | 3%                    | 1%                | 0%                  | 0%               | 0%                    | 13%             | 11%       | 10%      |    |    |    |     |     |     |
| Instituto Methodus | 01-04 out 2020       | 800 pessoas   | 22,2%                 | 6,5%                         | 12,9%              | 12,6%              | 5,8%                | 2,5%                     | 2,3%                    | 2%              | 0,5%                  | 0,5%              | 0,4%                | 0%               | 0,1%                  | 16,3%           | 15,5%     | 9,3%     |    |    |    |     |     |     |

#### Rejeição
| Data           | Instituto          | Marchezan Jr. (PSDB) | Manuela (PCdoB) | Fortunati (PTB) | Julio (PSTU) | Brizola (PDT) | Melo (MDB) | Maroni (PROS) | Melchionna (PSOL) | Derly (REP) | Paim (PP) | Valter (PSD) | Delvair (PCO) | Martins (PV) | Poderia votar em todos | Não sabem/não responderam |
| -------------- | ------------------ | -------------------- | --------------- | --------------- | ------------ | ------------- | ---------- | ------------- | ----------------- | ----------- | --------- | ------------ | ------------- | ------------ | ---------------------- | ------------------------- |
| 29-31 Out 2020 | RealTime BigData   | 35%                  | 36%             | 11%             | 5%           | 4%            | 10%        | 6%            | 6%                | 4%          | 6%        | 10%          | 4%            | 6%           | –                      | –                         |
| 26-28 Out 2020 | RealTime BigData   | 15%                  | 26%             | 5%              | 2%           | 1%            | 8%         | 1%            | 2%                | 1%          | 2%        | 2%           | 1%            | 2%           | –                      | 13%                       |
| 15-18 Out 2020 | Instituto Methodus | 38,5%                | 28,8%           | 13,3%           | 10,1%        | 9,2%          | 12,2%      | 8,1%          | 8,5%              | 7,4%        | 9,9%      | 8,5%         | 7,8%          | 7,9%         | –                      | 5,3%                      |
| 14-17 Out 2020 | RealTime BigData   | 36%                  | 33%             | 13%             | 5%           | 3%            | 12%        | 5%            | 3%                | 3%          | 5%        | 8%           | 3%            | 4%           | –                      | –                         |
| 03-05 out 2020 | IBOPE              | 37%                  | 28%             | 15%             | 8%           | 5%            | 7%         | 6%            | 4%                | 7%          | 6%        | 5%           | 3%            | 2%           | 3%                     | 14%                       |
| 01-04 out 2020 | Instituto Methodus | 41,2%                | 29,2%           | 15,2%           | 11,7%        | 11,7%         | 11,4%      | 11,4%         | 11,3%             | 10,4%       | 10,1%     | 9,2%         | 9,2%          | 9,1%         | –                      | 8%                        |

### Pré-candidaturas
| Fonte              | Data(s) conduzida(s) | Amostragem | Manuela D'Ávila PCdoB | José Fortunati PTB | Nelson Marchezan Júnior PSDB | Sebastião Melo MDB | Juliana Brizola PDT | Fernanda Melchionna PSOL | Valter Nagelstein PSD | Gustavo Paim PP | João Derly Republicanos | Julio Flores PSTU | Montserrat Martins PV | Luiz Delvair PCO | Rodrigo Maroni PROS | Outros | Abst. Indec. | Vantagem |    |    |    |    |     |     |
| ------------------ | -------------------- | ---------- | --------------------- | ------------------ | ---------------------------- | ------------------ | ------------------- | ------------------------ | --------------------- | --------------- | ----------------------- | ----------------- | --------------------- | ---------------- | ------------------- | ------ | ------------ | -------- | -- | -- | -- | -- | --- | --- |
| Fonte              | Data(s) conduzida(s) | Amostragem | RealTime Big Data     | 18-19 set 2020     | 1000                         | 21%                | 11%                 | 10%                      | 10%                   | 4%              | 3%                      | 3%                | 2%                    | 1%               | 1%                  | Outros | Abst. Indec. | Vantagem | 1% | 0% | 0% | 0% | 33% | 10% |
| Paraná Pesquisas   | 19–23 jun 2020       | 802        | 14,5%                 | 10,7%              | 20,8%                        | 10,2%              | 4,0%                | 3,4%                     | 3,4%                  | 5,0%            | 2,4%                    | –                 | –                     | –                | –                   | 7,3%   | 18,3%        | 6,3%     |    |    |    |    |     |     |
| Paraná Pesquisas   | 19–23 jun 2020       | 802        | 15,3%                 | –                  | 23,8%                        | 11,8%              | 4,9%                | 3,6%                     | 3,9%                  | 6,0%            | 2,9%                    | –                 | –                     | –                | –                   | 6,2%   | 21,6%        | 8,5%     |    |    |    |    |     |     |
| Instituto Methodus | 16–21 dez 2019       | 800        | 16,5%                 | –                  | 7,4%                         | 10,0%              | 5,6%                | 3,5%                     | –                     | 2,9%            | –                       | –                 | –                     | –                | –                   | 21,3%  | 32,7%        | 6,5%     |    |    |    |    |     |     |
| Instituto Methodus | 16–21 dez 2019       | 800        | 28,7%                 | –                  | 8,2%                         | –                  | 8,5%                | –                        | –                     | 3,7%            | –                       | –                 | –                     | –                | –                   | 15,3%  | 35,6%        | 20,2%    |    |    |    |    |     |     |
| Instituto Methodus | 16–21 dez 2019       | 800        | 28,5%                 | –                  | 8,9%                         | 14,4%              | 11,7%               | –                        | –                     | –               | –                       | –                 | –                     | –                | –                   | 3%     | 33,6%        | 14,1%    |    |    |    |    |     |     |
| Paraná Pesquisas   | 16–19 dez 2019       | 804        | 18,3%                 | –                  | 11,2%                        | 15,5%              | 6,6%                | 4,1%                     | 1,9%                  | 4,1%            | –                       | –                 | –                     | –                | 0,6%                | 16,8%  | 21,0%        | 2,8%     |    |    |    |    |     |     |
| Paraná Pesquisas   | 16–19 dez 2019       | 804        | 22,4%                 | –                  | 12,4%                        | –                  | 9,7%                | 4,9%                     | 3%                    | 5,7%            | –                       | –                 | –                     | –                | –                   | 11,6%  | 30,3%        | 10,0%    |    |    |    |    |     |     |
| Paraná Pesquisas   | 16–19 dez 2019       | 804        | 20,3                  | –                  | 11,6%                        | 15,7%              | 7,1%                | 3,7%                     | 1,9%                  | 4,7%            | –                       | –                 | –                     | –                | 0,6%                | 12,8%  | 21,6%        | 4,6%     |    |    |    |    |     |     |
| Instituto Methodus | 2–7 out 2019         | 800        | 17%                   | –                  | 9%                           | 11%                | 4%                  | –                        | –                     | 1%              | –                       | –                 | –                     | –                | –                   | 30%    | 19%          | 6%       |    |    |    |    |     |     |
| Instituto Methodus | 2–7 out 2019         | 800        | 20%                   | –                  | 11%                          | 14%                | 8%                  | –                        | –                     | –               | –                       | –                 | –                     | –                | –                   | 14%    | 33%          | 6%       |    |    |    |    |     |     |
| Instituto Methodus | 2–7 out 2019         | 800        | 25%                   | –                  | 11%                          | 16%                | 9%                  | –                        | –                     | –               | –                       | –                 | –                     | –                | –                   | 4%     | 36%          | 9%       |    |    |    |    |     |     |
| Instituto Methodus | 2–7 out 2019         | 800        | 27%                   | –                  | 12%                          | 22%                | –                   | –                        | –                     | –               | –                       | –                 | –                     | –                | –                   | 0%     | 39%          | 5%       |    |    |    |    |     |     |

## Eleitorado
Porto Alegre tem o maior eleitorado do Rio Grande do Sul, com 1.082.726 eleitores aptos. Esse número apresenta leve queda em relação a 2016, quando puderam votar 1.098.515 pessoas. A maioria dos eleitores são mulheres, que respondem por mais 54% do total.
A tabela abaixo apresenta dados do TSE.
| Eleitores aptos | Cadastramento biométrico | Cadastramento biométrico | Gênero           | Gênero           |
| Eleitores aptos | Com biometria            | Sem biometria            | Feminino         | Masculino        |
| --------------- | ------------------------ | ------------------------ | ---------------- | ---------------- |
| 1.082.726       | 590.557 (54,54%)         | 492.169 (45,46%)         | 595.291 (54,98%) | 487.435 (45,02%) |

## Resultados

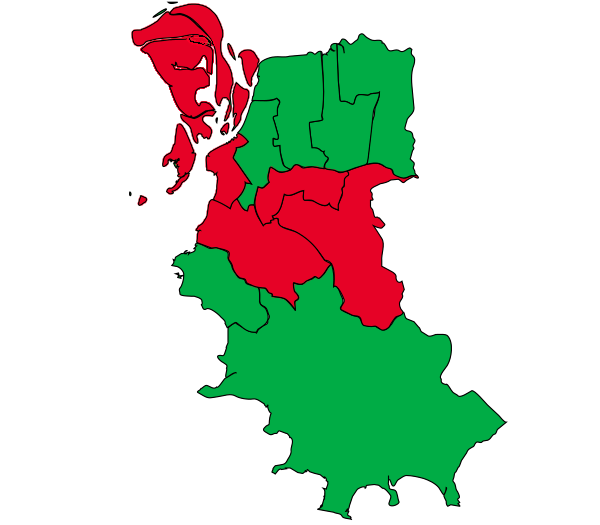
Mapa 1°Turno

### Prefeitura
| Candidatos      | Candidatos                 | 1º Turno 15 de novembro de 2020 | 1º Turno 15 de novembro de 2020 | 2º Turno 29 de novembro de 2020 | 2º Turno 29 de novembro de 2020 |
| Candidatos      | Candidatos                 | Votos                           | %                               | Votos                           | %                               |
| --------------- | -------------------------- | ------------------------------- | ------------------------------- | ------------------------------- | ------------------------------- |
|                 | Sebastião Melo (MDB)       | 200.280                         | 31,0 / 100,0                    | 370.550                         | 54,64 / 100,0                   |
|                 | Manuela D'Ávila (PCdoB)    | 187.262                         | 29,0 / 100,0                    | 307.745                         | 45,36 / 100,0                   |
|                 | Marchezan Júnior (PSDB)    | 136.063                         | 21,1 / 100,0                    |                                 |                                 |
|                 | Juliana Brizola (PDT)      | 41.407                          | 6,4 / 100,0                     |                                 |                                 |
|                 | Fernanda Melchionna (PSOL) | 27.994                          | 4,3 / 100,0                     |                                 |                                 |
|                 | Valter Nagelstein (PSD)    | 20.033                          | 3,1 / 100,0                     |                                 |                                 |
|                 | João Derly (Republicanos)  | 19.004                          | 2,9 / 100,0                     |                                 |                                 |
|                 | Gustavo Paim (PP)          | 7.989                           | 1,2 / 100,0                     |                                 |                                 |
|                 | Montserrat Martins (PV)    | 3.593                           | 0,6 / 100,0                     |                                 |                                 |
|                 | Rodrigo Maroni (PROS)      | 3.314                           | 0,5 / 100,0                     |                                 |                                 |
|                 | Júlio Flores (PSTU)        | 852                             | 0,1 / 100,0                     |                                 |                                 |
|                 | Luiz Delvair (PCO)         | 142                             | 0,0 / 100,0                     |                                 |                                 |
| Votos válidos   | Votos válidos              | 645.613                         | 100,0 / 100,0                   | 678.295                         | 100,0 / 100,0                   |
| Votos válidos   | Votos válidos              | 645.613                         | 89,1 / 100,0                    | 678.295                         | 93,1 / 100,0                    |
| Votos em branco | Votos em branco            | 36.678                          | 5,1 / 100,0                     | 20.938                          | 2,9 / 100,0                     |
| Votos nulos     | Votos nulos                | 42.076                          | 5,8 / 100,0                     | 28.801                          | 4,0 / 100,0                     |
| Comparecimento  | Comparecimento             | 724.509                         | 100,0 / 100,0                   | 728.034                         | 100,0 / 100,0                   |
| Comparecimento  | Comparecimento             | 724.509                         | 66,9 / 100,0                    | 728.034                         | 67,3 / 100,0                    |
| Abstenções      | Abstenções                 | 358.217                         | 33,1 / 100,0                    | 354.692                         | 32,8 / 100,0                    |
| Eleitorado apto | Eleitorado apto            | 1.082.726                       | 100,0 / 100,0                   | 1.082.726                       | 100,0 / 100,0                   |

### Câmara Municipal
| Resumo (por partido) | Resumo (por partido) | Resumo (por partido) | Resumo (por partido) | Resumo (por partido) | Resumo (por partido) |
| Partido              | Partido              | Votos                | %                    | Vereadores           | Vereadores           |
| -------------------- | -------------------- | -------------------- | -------------------- | -------------------- | -------------------- |
|                      | PSOL                 | 66.098               | 10,4 / 100,0         | 4 / 36               | 1                    |
|                      | PT                   | 59.599               | 9,4 / 100,0          | 4 / 36               | 0                    |
|                      | PSDB                 | 53.848               | 8,5 / 100,0          | 4 / 36               | 3                    |
|                      | PTB                  | 45.634               | 7,2 / 100,0          | 3 / 36               | 1                    |
|                      | MDB                  | 45.406               | 7,1 / 100,0          | 3 / 36               | 2                    |
|                      | PCdoB                | 38.888               | 6,1 / 100,0          | 2 / 36               | 2                    |
|                      | Republicanos         | 38.321               | 6,0 / 100,0          | 2 / 36               | 0                    |
|                      | Novo                 | 37.547               | 5,9 / 100,0          | 2 / 36               | 1                    |
|                      | PDT                  | 36.315               | 5,7 / 100,0          | 2 / 36               | 1                    |
|                      | PP                   | 29.214               | 4,6 / 100,0          | 2 / 36               | 2                    |
|                      | DEM                  | 24.876               | 3,9 / 100,0          | 1 / 36               | 1                    |
|                      | PSL                  | 23.477               | 3,7 / 100,0          | 1 / 36               | 1                    |
|                      | Cidadania            | 22.511               | 3,5 / 100,0          | 1 / 36               | 1                    |
|                      | PSB                  | 20.121               | 3,2 / 100,0          | 1 / 36               | 1                    |
|                      | PRTB                 | 19.724               | 3,1 / 100,0          | 1 / 36               | 1                    |
|                      | Solidariedade        | 18.294               | 2,9 / 100,0          | 1 / 36               | 0                    |
|                      | PSD                  | 16.595               | 2,6 / 100,0          | 1 / 36               | 0                    |
|                      | PL                   | 13.987               | 2,2 / 100,0          | 1 / 36               | 0                    |
|                      | Patriota             | 8.616                | 1,4 / 100,0          | 0 / 36               | 0                    |
|                      | PSC                  | 6.181                | 1,0 / 100,0          | 0 / 36               | 0                    |
|                      | PV                   | 3.050                | 0,5 / 100,0          | 0 / 36               | 0                    |
|                      | PROS                 | 2.031                | 0,3 / 100,0          | 0 / 36               | 1                    |
|                      | Avante               | 1.896                | 0,3 / 100,0          | 0 / 36               | 0                    |
|                      | UP                   | 1.277                | 0,2 / 100,0          | 0 / 36               | 0                    |
|                      | PCB                  | 912                  | 0,1 / 100,0          | 0 / 36               | 0                    |
|                      | Podemos              | 492                  | 0,1 / 100,0          | 0 / 36               | 0                    |
|                      | PSTU                 | 434                  | 0,1 / 100,0          | 0 / 36               | 0                    |
|                      | REDE                 | —                    | —                    | —                    | 1                    |
| Votos válidos        | Votos válidos        | 635.344              | 100,0 / 100,0        | 36 / 36              | 0                    |
| Votos válidos        | Votos válidos        | 635.344              | 87,7 / 100,0         |                      |                      |
| Votos em branco      | Votos em branco      | 55.135               | 7,6 / 100,0          |                      |                      |
| Votos nulos          | Votos nulos          | 34.030               | 4,7 / 100,0          |                      |                      |
| Comparecimento       | Comparecimento       | 724.509              | 100,0 / 100,0        |                      |                      |
| Comparecimento       | Comparecimento       | 724.509              | 66,9 / 100,0         |                      |                      |
| Abstenções           | Abstenções           | 358.217              | 33,1 / 100,0         |                      |                      |
| Eleitorado apto      | Eleitorado apto      | 1.082.726            | 100,0 / 100,0        |                      |                      |